# 大孤山镇 (伊通县)
大孤山镇，是中华人民共和国吉林省四平市伊通满族自治县下辖的一个乡镇级行政单位，位于县城伊通镇以西15公里处，因境内大孤山而得名。辖区面积214.52平方公里，人口4.3万人。

## 历史沿革
清代康熙二十年（1681年）修筑京师至吉林大御道，在此设有“阿勒坦额墨勒”驿站。随着驿站的建立，人口日益增多。至光绪年间已成为重要集镇。民国二年（1913年），伊通撤州建县，全县划分为8区（警察区），区内设保甲，大孤山属于五区靠山镇保大孤山甲。满洲国初期，仍沿用原保甲制。满洲国康德四年（1937年）实行街村制。康德六年（1939年）正式成立了大孤山村。1946年，设大孤山乡。1947年设立伊通七区大孤山区，下辖16村。1956年撤区划乡，又改为大孤山乡。1958年成立大孤山人民公社（原名红光人民公社）。1983年取消人民公社体制，恢复大孤山乡。次年改为大孤山镇。2001年爱民乡并入。

## 自然地理
大孤山镇辖区地处长白山脉向松辽平原过渡的丘陵地带，全境多为连绵起伏的低山丘陵，境内有大孤山、团山等火山。其中大孤山海拔430.5米，是伊通火山群中海拔最高的一座，被誉为“七星山之首”。主要河流有孤山河、杨树河（属东辽河水系）、干沟子河（属饮马河水系伊通河支流）等。杨树河干流上建有中型水库欢欣岭水库。
境内属温带大陆性气候，夏季温暖多雨、冬季寒冷干燥，年均降水量627.3毫米。

## 行政区划
大孤山镇下辖以下地区：
大孤山社区、大孤山村、大榆树村、升礼村、河南村、欢欣岭村、柴家村、杨树村、何家村、山西村、新建村、万福德村、大桥村、聂家村、孟家村、陈家村、前刘家村和杏木村。

## 经济
大孤山镇经济以农业为主，主要种植玉米、水稻。工业主要以食品工业为主。服务业主要集中在镇区以及大孤山和欢欣岭水库等旅游景区。